# Prince of Wales Bay
Prince of Wales Bay är en vik i Australien. Den ligger i delstaten Tasmanien, i den sydöstra delen av landet, nära delstatshuvudstaden Hobart.
Runt Prince of Wales Bay är det i huvudsak tätbebyggt. Runt Prince of Wales Bay är det ganska tätbefolkat, med 129 invånare per kvadratkilometer. Genomsnittlig årsnederbörd är 697 millimeter. Den regnigaste månaden är juli, med i genomsnitt 78 mm nederbörd, och den torraste är februari, med 41 mm nederbörd.